# 알레니아 아에르마키
알레니아 아에르마키이탈리아어: Alenia Aermacchi S.p.A.는 이탈리아의 항공기 제작사이다. 아에르마키사가 동종 업체인 알레니아사와 2003년 인수 합병(M&A) 하여 알레니아 아에르마키사로 불리고 있으며 MB-339 등의 베스트셀러 훈련기를 제작한 회사로 세계에 널리 알려져 있다.

## 명칭
이 회사의 공식 영문 표기는 Alenia Aermacchi이다. 이 회사의 한글 명칭은 아에르마키, 아에르마치, 에어마키, 에어마치 등 각 매체별로 상이하게 불리고 있다. 영미권 방송 매체에서는 "에어마키"라고 발음한다. 이탈리아어인 Pinocchio(피노키오), Macchiato(마키아토) 등과 비교하면 이탈리아어에서 "cchi"는 "키"로 표기하는 것을 알 수 있다. 따라서, Alenia Aermacchi는 "알레니아 아에르마키"로 적는 것이 올바른 표기법이다. 다음은 국립국어원의 Alenia Aermacchi 한글 표기법에 대한 답변이다. 
| “ | 이탈리아어 표기 용례들을 살펴보니, '-cchi'를 '키'로 적고 있습니다. 이를 참고하면 'Alenia Aermacchi'는 '알레니아 아에르마키'로 적을 수 있습니다. | ” |

## 역사

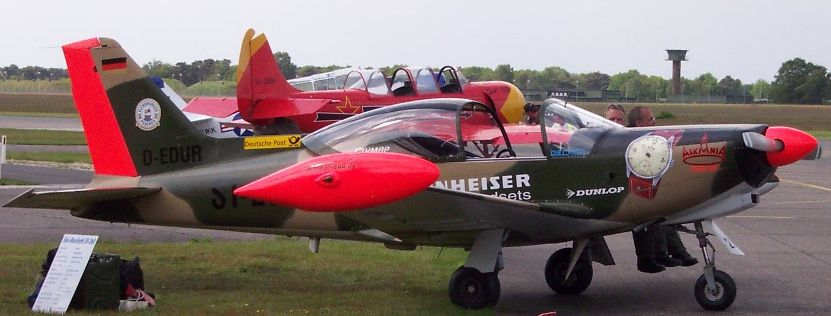
아에르마키 SF-260

아에르마키는 1913년 설립되어 40여 국가에 2,000대의 훈련기를 포함해 7,000대 이상의 항공기를 인도하였다.

## 제작 항공기

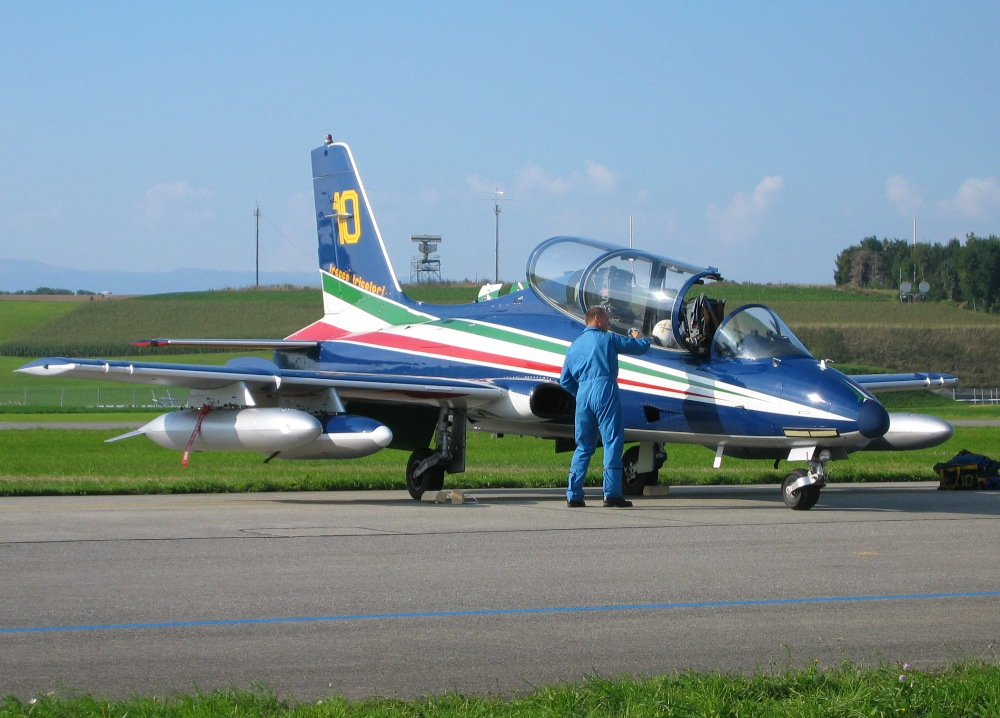
프레체 트리콜로리 MB-339A/PAN

- 아에르마키 M-346 - 훈련기 (2004)
- 아에르마키 MB-339 - 훈련기 (1976)
- 아에르마키 M-311 - 훈련기 (2005)
- 아에르마키 SF.260 - 곡예 비행기, 군사 훈련기 (1964)
- 아에르마키 M-290 - 훈련기 (1985)

터보프롭 훈련기인 SF-260, 터보팬 엔진을 탑재한 M-311, 전술입문기인 MB-339CD, M-346 등이 있다. M-346은 이 회사가 제작 중인 가장 최근의 제품이다.
이탈리아 공군의 공중곡예팀(에어쇼팀) 프레체 트리콜로리(“Frecce Tricolori”)는 MB-339을 운용하고 있다.

## 경쟁사

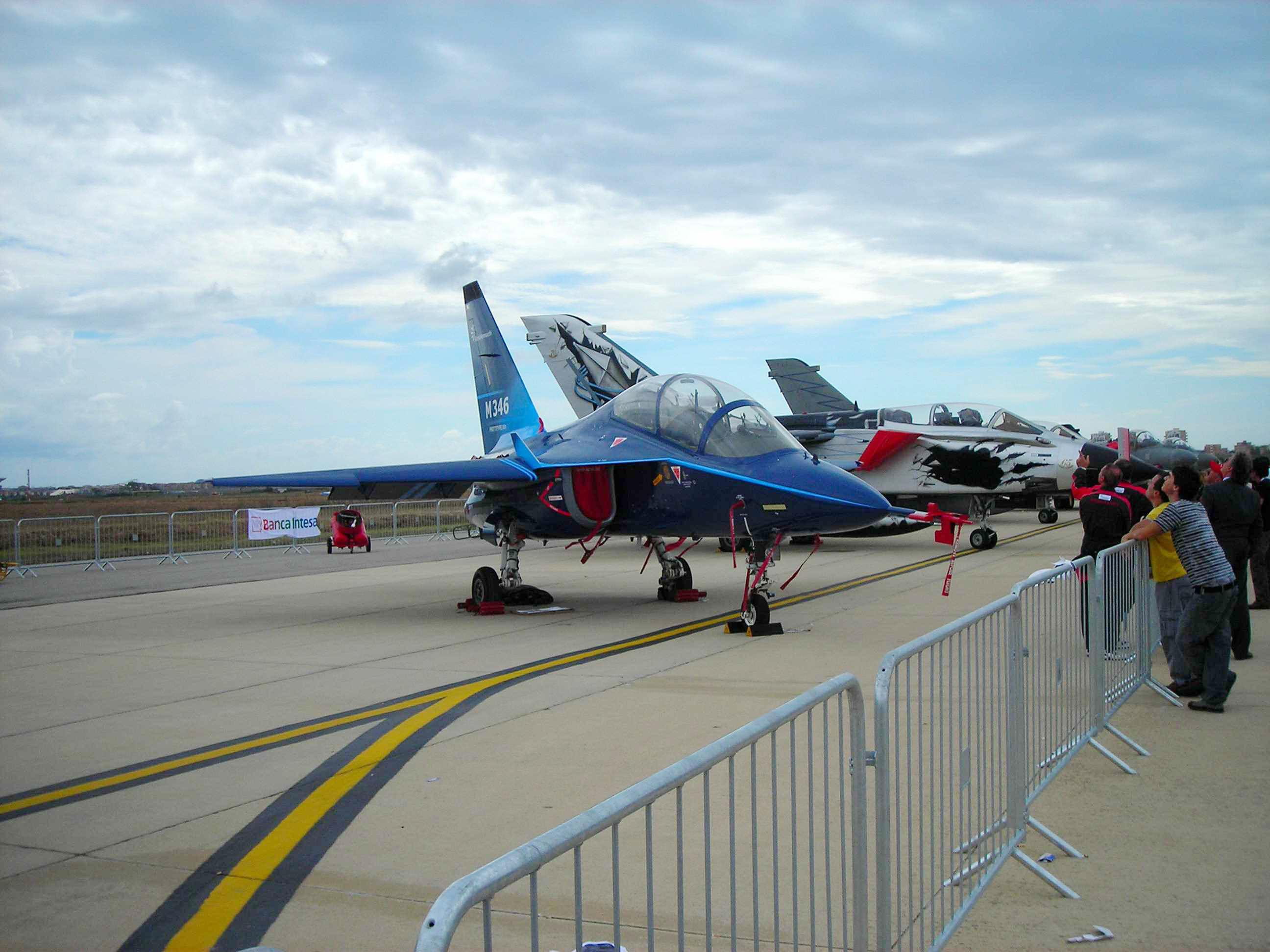
아에르마키 M-346

아에르마키사가 만든 M-346은 고등 훈련기 시장에서 영국 BAE사의 호크 128 및 호크 200과 러시아 야코블레프사의 Yak-130, 대한민국 KAI사의 T-50, 중국의 L-15 등과 경쟁하고 있다. BAE 호크는 1970년부터 지금까지 개량을 거듭한 검증받은 항공기이며, T-50은 이미 양산되어 대한민국 공군에 OO대 배치가 시작되었으나 아직까지 M-346은 개발 중인 항공기로 개발 완료 시기가 불투명하다고 할 수 있다.
Yak-130과 L-15은 M-346과 외형이 유사한 항공기이다. 이러한 이유는 M-346이 개발 도중 Yak-130으로부터 분리되었기 때문이다.

## 판매 현황
이 회사에서 만든 M-346은 이탈리아 정부로부터 10~15대가량, 2009년 2월 UAE로부터 48대 발주에 성공하였으나, UAE가 요구하는 시기에 전력화시킬 수 있을지 의문시 되고 있다.

## 국제 협력
아에르마키사는 유로파이터, C-27J 수송기, 파나비아 토네이도 전폭기, AMX 프로그램에 참여하고 있다.

## 같이 보기
- 탈레스 알레니아 스페이스